# Brand (Ibsen)
Pour les articles homonymes, voir Brand.
Brand est une pièce de théâtre en cinq actes d'Henrik Ibsen publiée en 1866.  Elle raconte le destin tragique du pasteur Brand, homme éperdu d’absolu. Elle s'inscrit dans une série de trois pièces épiques avec Empereur et Galiléen et Peer Gynt.

## Historique
Brand fut initialement édité en 1866 à 1275 exemplaires par Gyldendal Boghandel à Copenhague, ce fut un énorme succès et la pièce fut réédité quatre fois en neuf mois.  La pièce est écrite en vers et elle a pour but d’éveiller le peuple de Norvège et lui inspirer des pensées élevées.  

## Résumé de l’intrigue

### Acte I
Voyageant à pied vers le village où il avait été recueilli enfant, Brand, pasteur rencontre Ejnar et Agnès qui viennent de se fiancer. Il leur déclare qu’il va à l’enterrement de Dieu et leur reproche de ne pas vivre pleinement et totalement selon la doctrine de Dieu.

### Acte II
Dans le village au fond du fjord règne l’épidémie et la famine, le bailli distribue de la nourriture aux habitants. Brand fustige la foule, l'accable de reproches, tout ceci est de leur faute car ils vivent dans la détresse morale. La foule veut le chasser, une femme habitant de l’autre côté du fjord arrive à ce moment et demande l’aide d’un pasteur : son mari que la faim a rendu à moitié fou a tué leur plus jeune enfant et comprenant son acte, il a retourné l’arme contre lui et mourant il a besoin d’un pasteur. Brand cherche un volontaire pour traverser le fjord sur une barque, tous ont peur de l’orage, seule Agnès l’accompagne au grand désespoir d’Ejnar. Après qu’il a accompli sa tâche un paysan demande à Brand de rester et d’être leur pasteur, sa mère survient. Il y a un vieil antagonisme entre eux, le fils reprochant à sa mère sa rapacité. Brand décide de rester et de devenir le pasteur de ce village, Agnès choisit de rester avec lui.

### Acte III
Trois années plus tard, Agnès et Brand ont un petit garçon Alf. Brand attend un message de sa mère, elle doit, quand elle sentira la mort approcher, l’avertir pour qu’il vienne lui administrer les derniers sacrements, mais il a mis une condition, elle doit distribuer tout son bien. Le messager arrive avec une proposition de la moitié du bien, Brand refuse d’aller la voir et elle meurt en disant « Dieu n’est pas aussi dur que mon fils ». Au même moment le docteur diagnostique que le petit Alf doit rapidement quitter cette vallée qui ne voit le soleil que trois semaines par an, il y va de sa vie. Brand prépare son départ mais décide finalement de rester à cause de sa vocation. De plus, il ne peut pas interrompre alors sa mission dans le village, selon sa règle du « tout ou rien », car il considère que Dieu ignore les actions qui ne sont pas menées à leur terme.

### Acte IV
Après la mort de son fils, Brand prévoit de construire une plus grande église dans la paroisse. L'ancienne est trop petite pour correspondre à ses visions. Il s'est un peu endurci et refuse de pleurer, mais souffre malgré tout. Agnès se réconforte avec les vêtements de son enfant mort, Alf.
Le bailli qui visite Brand à son domicile, est plutôt opposé à Brand, mais lui dit qu'il bénéficie d'un soutien croissant dans la paroisse et lui explique ses propres plans pour construire des établissements publics comme un hospice pour les pauvres, une prison et une salle de conseil. Ils décident finalement de construire l’église ensemble. Le bailli révèle que la mère de Brand a été forcée de rompre avec son véritable amour et a épousé un vieil avare. L’homme qu'elle aimait s'est ensuite lié à une bohémienne, qui a donné naissance à Gerd. Brand naît du mariage avec l’avare, dénué d’amour. Après le départ du bailli, une bohémienne arrive, exigeant des vêtements pour son enfant frigorifié. Brand met ensuite Agnès à l'épreuve, et progressivement, elle donne tous les vêtements d'Alf à la bohémienne, suivant la règle du « tout ou rien ». À la suite de cela, Agnès renonce à la vie, car, dit-elle, elle a vu la beauté de Dieu par son action, et « qui a vu Dieu doit mourir ». Brand se résigne et Agnès meurt.

### Acte V
Brand fait construire sa nouvelle église. Mais il en vient à croire qu’elle est encore trop petite pour les âmes de la paroisse et se rebelle contre le doyen local et le bailli. Le prévôt parle d’amener les gens au paradis « grâce à la paroisse », et dénonce l’individualisme. La réaction de Brand à ce discours est essentiellement sarcastique. Ejnar revient comme missionnaire peu de temps après. Il a élaboré une vision de la vie qui effraie Brand. Alors que Brand pleure la perte de sa femme, Ejnar pense finalement que sa mort a été juste, car il la considère comme une séductrice. En apprenant cela, Brand le repousse. En fin de compte, Brand jette la clé de l'église dans le fjord et se dirige vers la montagne suivi de toute la paroisse. Il prononce un discours, exhortant le peuple à « élever sa foi », à faire surgir son christianisme tout au long de son existence et à fonder une « Église sans bornes », c’est-à-dire qui embrassera tous les aspects de la vie. En fin de compte, il déclare qu'ils doivent tous devenir prêtres afin de libérer tous les habitants du pays de l’asservissement de leur esprit. Les autres membres du clergé protestent contre cela car ils n'ont plus aucune influence sur leurs ouailles. Brand est très apprécié et respecté par les gens du commun, mais l’épreuve s’avère trop dure. Ils sont à nouveau attirés dans la vallée par le bailli, qui prétend que le retour de nombreux poissons dans la mer va leur amener la prospérité. Les mêmes personnes qui ont suivi Brand le poursuivent en lui lançant des pierres. Brand est alors laissé à lui-même, aux prises avec le doute, le remords et la tentation, ce qu’il appelle « l'esprit de compromis ». Il n'y cède pas, même lorsqu'un esprit prétend être Agnès, ce dont Brand doute. Brand rencontre à nouveau Gerd, qui dit voir en lui le sauveur, ce que Brand nie. Gerd l'emmène sur le glacier, sa propre église, et Brand recule lorsqu'il comprend qu’il est devant la mythique « Cathédrale de glace ». Il pleure. Gerd tire sur le faucon qu’elle chassait depuis le début de la pièce et provoque une grande avalanche, qui finit par enfouir toute la vallée.

## Personnages
- Brand
- Sa mère
- Ejnar, un peintre
- Agnès, fiancée à Ejnar puis femme de Brand.
- Le bailli
- Le Docteur
- Le sacristain
- Le maître d'école
- Gerd
- Un paysan
- Le fils du paysan
- Second paysan
- Une femme
- Seconde femme
- Un scribe
- Des pasteurs
- Des fonctionnaires
- Le Tentateur du désert
- Le peuple

## Citations
- Peuple, l’esprit de compromis, c’est Satan
- Votre Dieu à vous n’aide personne à traverser le fjord, mais rappelez vous que le mien est à bord
- Ne peux-tu être ce que tu dois, alors sois sérieusement ce que tu peux, Sois totalement homme de la glèbe.
- La vocation est un torrent qu'on ne peut refouler, ni barrer, ni contraindre ? Il s'ouvrira toujours un passage vers l'océan.

## Mises en scène en France
- 1895 : mise en scène Aurélien Lugné-Poë, Nouveau théâtre[4]
- 1928 : mise en scène Georges Pitoëff, Théâtre des Mathurins[5],[6]
- 1977 : mise en scène Gilles Bouillon et Helga Urdal, Théâtre de la rue d'Ulm[7]
- 2005 : mise en scène Stéphane Braunschweig, Théâtre national de Strasbourg puis à la Colline[8],[9].
- 2018 : mise en scène Franck Watrin, Théâtre du Nord-Ouest[10]